# جان م. اپیتز
جان م. اپیتز (انگلیسی: John M. Opitz؛ زادهٔ august ۱۵, ۱۹۳۵ (۸۹ سال)) پزشکی کودکان اهل ایالات متحده آمریکا است.
وی همچنین برندهٔ جوایزی همچون جایزه ویلیام الن شده‌است.